# Garment District
Il Garment District, noto anche come Fashion Center, è una zona di Manhattan compresa tra la Quinta Avenue e la Nona Avenue, dalla 34ª alla 42ª strada di New York.

La densa concentrazione di negozi, sartorie, laboratori, sedi e magazzini tutti legati al mondo della moda gli ha attribuito questo nome. 

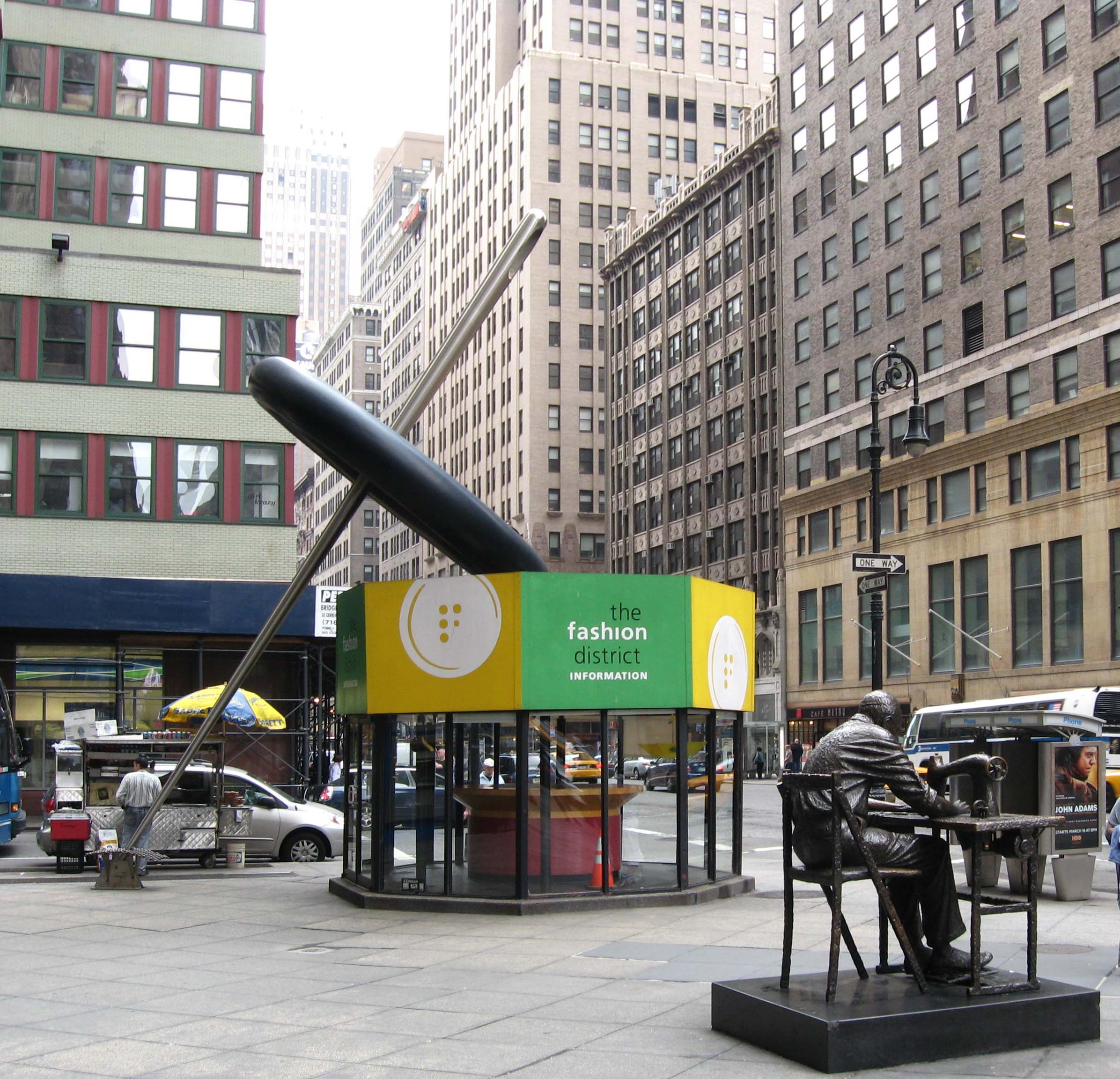
Chiosco delle Informazioni con la scultura dell'ago che infila il bottone (Needle That Puts A Button) e quella dell'operaio alla macchina da cucire (Garment Worker)

Il quartiere ospita molti showroom e numerose etichette di moda, e si rivolge a tutti gli aspetti del processo della moda, dal design e produzione alla vendita all'ingrosso. Il Garment District è noto sin dall'inizio del XX secolo come il centro per la produzione di moda e il design degli Stati Uniti, diventato poi famoso in tutto il mondo.
Famose etichette di moda come Calvin Klein, Carolina Herrera, Oscar de la Renta, Donna Karan, Liz Claiborne e Nicole Miller hanno showroom, impianti di produzione o uffici di supporto situati nel Garment District.

## Attrazioni
- The Fashion Walk of Fame: l'unico punto di riferimento permanente dedicato alla moda americana

- Needle That Puts A Button[1] (Ago che infila un bottone): scultura nel chiosco di informazioni del Fashion Center Business Improvement District sulla Seventh Avenue e 39th Street

- The Garment Worker[2]: scultura di Judith Weller sulla Seventh Avenue e 39th Street

## Trasporti
Il quartiere è servito dalla metropolitana di New York attraverso le stazioni di 34th Street-Herald Square (linee BMT Broadway e IND Sixth Avenue, treni delle linee B, D, F, M, N, Q, R e W), 34th Street-Seventh Avenue (linea IRT Broadway-Seventh Avenue, treni delle linee 1, 2 e 3) e 34th Street-Eighth Avenue (linea IND Eighth Avenue, treni delle linee A, C e E).